# جون مكنمارا (موسيقي)
جون مكنمارا (بالإنجليزية: John McNamara)‏ هو موسيقي وكاتب سيناريو أمريكي، ولد في 2 أبريل 1962 في آن آربر في الولايات المتحدة.

## وصلات خارجية
- جون مكنمارا على موقع IMDb (الإنجليزية)
- جون مكنمارا على موقع ألو سيني (الفرنسية)
- جون مكنمارا على موقع أول موفي (الإنجليزية)
- جون مكنمارا على موقع قاعدة بيانات الأفلام السويدية (السويدية)
- جون مكنمارا على موقع قاعدة بيانات الفيلم (الإنجليزية)
- جون مكنمارا على موقع كينوبويسك (الروسية)